# 정주고등학교
정주고등학교(井州高等學校)는 대한민국 전북특별자치도 정읍시 금붕동에 있는 사립 고등학교이다.

## 학교 연혁
- 1983년 12월 24일 : 정주고등학교 설립인가(18학급 남녀공학)
- 1984년 2월 20일 : 본관 준공
- 1984년 3월 1일 : 제1대 이승웅 교장 취임
- 1984년 3월 3일 : 제1회 신입생 입학(남녀 360명)
- 1990년 3월 22일 : 여기숙사 준공
- 1996년 12월 2일 : 급식소 준공
- 1999년 1월 25일 : 체육관 준공, 기숙사 준공(구,남자)
- 2003년 7월 4일 : 금붕관 준공
- 2007년 3월 1일 : 의암학원 이사장 김진후 취임
- 2013년 6월 5일 : 남기숙사 준공
- 2015년 10월 16일 : 남녀구분없이 일반계열 20학급 편성 인가
- 2024년 2월 7일 : 제38회 졸업(103명, 누계 9,725명)
- 2024년 3월 4일 : 제41회 신입생 122명 입학
- 2024년 9월 1일 : 제11대 강철형 교장 취임

## 참고 자료
- 정주고등학교 - 한국교육학술정보원 학교알리미